# Koyu Matsui
Koyu Matsui (Japans: 宏佑 松井, 24 september 1992) is een Japans voormalig baanwielrenner en langebaanschaatser.

## Carrière
Matsui behaalde op 2 november 2019 in Minsk een derde plaats op de keirin tijdens zijn debuut in de wereldbeker baanwielrennen. Eerder dat jaar had hij het keirin toernooi gewonnen bij de GP van Moskou. Bij zijn eerste deelname aan de WK op de baan, in 2021, werd hij elfde bij de keirin.

## Schaatsen

### Persoonlijke records
| Afstand    | Tijd    | Datum             | Baan    |
| ---------- | ------- | ----------------- | ------- |
| 500 meter  | 37,45   | 13 januari 2012   | Obihiro |
| 1000 meter | 1.14,36 | 26 oktober 2014   | Nagano  |
| 1500 meter | 1.49,98 | 20 september 2013 | Calgary |
| 3000 meter | 3.57,60 | 19 februari 2012  | Nagano  |